# Николь Шеридан
Николь Шеридан (англ. Nicole Sheridan, род. 7 мая 1975 года) — сценический псевдоним американской порноактрисы Мелиссы Пост.

## Карьера
Пост работала в японской анимационной компании Nu Tech, где занималась озвучиванием анимационных персонажей. В 1999 году переехала в Лос-Анджелес, в порноиндустрии с 2000 года.

## Премии и номинации
| Год  | Премия     | Результат | Категория | Фильм                              |
| ---- | ---------- | --------- | --- | ---------------------------------- |
| 2002 | AVN Award  | Номинация | Лучшая актриса — Фильм | Taboo 2001                         |
| 2002 | AVN Award  | Победа    | Лучшая сцена анального секса — Фильм (с Voodoo) | Taboo 2001                         |
| 2002 | AVN Award  | Номинация | Лучшая сцена группового секса — Видео (с Voodoo & Joel Lawrence) | Cellar Dweller 4                   |
| 2003 | AVN Award  | Номинация | Исполнительница года | н/д                                |
| 2003 | AVN Award  | Номинация | Лучшая сцена группового секса — Фильм (с Джессикой Дрейк и Voodoo) | Falling From Grace                 |
| 2003 | XRCO Award | Номинация | Unsung Siren | н/д                                |
| 2003 | XRCO Award | Номинация | Лучшая сцена триолизма (с Джессикой Дрейк и Voodoo) | Falling From Grace                 |
| 2004 | AVN Award  | Номинация | Best Sex Scene Coupling — Video (с Voodoo) | Fetish: The Dream Scape            |
| 2005 | AVN Award  | Номинация | Лучшая сцена стриптиза | Tell Me What You Want              |
| 2005 | AVN Award  | Номинация | Best Couples Sex Scene — Video (с Voodoo) | Hustler Centerfolds                |
| 2005 | XRCO Award | Номинация | Sex Scene — Couple (с Voodoo) | Hustler Centerfolds                |
| 2006 | AVN Award  | Номинация | Лучшая сцена группового секса — Фильм (с Алексис Амор и Voodoo) | Sentenced                          |
| 2006 | XRCO Award | Номинация | Best On-Screen Couple (с Voodoo) | Just One Look                      |
| 2007 | AVN Award  | Победа    | Лучшая сцена группового секса — Видео (с Беладонна, Мелиссой Лорен, Дженой Хейз, Джианной, Сандрой Ромейн, Адрианой Николь, Флауэр Туччи, Сашей Грей, Мэри Лав, Каролиной Пирс, Ли Барен, Джевел Марсо, Jean Val Jean, Christian XXX, Voodoo, Chris Charming, Эриком Эверхард, Mr. Pete, Rocco Siffredi) | Fashionistas Safado: The Challenge |
| 2009 | AVN Award  | Номинация | Best All-Girl 3-Way Sex Scene (с Дженной Джеймсон и Ди) | Jenna’s Gallery Blue               |